# Dendryphantes biankii
Dendryphantes biankii är en spindelart som beskrevs av Prószynski 1979. Dendryphantes biankii ingår i släktet Dendryphantes och familjen hoppspindlar. Inga underarter finns listade i Catalogue of Life.